# Olena Vasylivna Mjagkych
Olena Vasylivna Mjagkych (Oekraïens: Олена Василівна Мягких) (Kiev, 23 december 1978) is een Oekraïense voormalige langebaanschaatsster die wedstrijden reed tussen 1996 en 2010.
Mjagkych nam deel aan de Olympische Winterspelen in 2002. Daarnaast kwam ze vier keer uit op een WK sprint en nam ze elf keer deel aan de Europese kampioenschappen schaatsen. Bij Wereldbeker schaatsen acteerde Mjagkych vooral in de B-divisie.

## Persoonlijke records
| Afstand    | Tijd    | Datum            | Baan           |
| ---------- | ------- | ---------------- | -------------- |
| 100 meter  | 11,51   | 28 januari 2007  | Heerenveen     |
| 500 meter  | 40,82   | 12 december 2003 | Salt Lake City |
| 1000 meter | 1.19,49 | 18 november 2005 | Salt Lake City |
| 1500 meter | 2.00,21 | 18 maart 2009    | Calgary        |
| 3000 meter | 4.15,30 | 4 december 2009  | Calgary        |
| 5000 meter | 7.36,17 | 16 maart 2001    | Calgary        |

## Resultaten
| Jaar | WK Sprint | Olympische Spelen |
| ---- | --------- | ----------------- |
| 2002 |           | 35e 1000m         |
|      |           |                   |
| 2006 | 31e       | 38e 1500m         |
|      |           |                   |
| 2008 | 31e       |                   |
| 2009 | 27e       |                   |
| 2010 | NF        | 31e 3000m         |